# Liste der Baggermodelle von Menck & Hambrock
Die Liste der Baggermodelle von Menck & Hambrock führt alle Baggermodelle auf, die von Menck & Hambrock bis zum Konkurs im Jahre 1978 gefertigt wurden. Dazu zählen vor allem Seilbagger mit Dampf-, Diesel- und Elektroantrieb. Zudem stellte das Unternehmen Hydraulikbagger und Schürfraupen her.

## Modellübersicht

### Seilbagger
Das Unternehmen begann um die Jahrhundertwende mit der Entwicklung und Fertigung von Seilbaggern. Im Laufe der Jahre gelang es Menck & Hambrock ein breites Spektrum an unterschiedlichen Seilbaggermodellen auf den Markt zu bringen und damit zum größten Hersteller von Seilbaggern aufzusteigen. Die Modellbezeichnungen wurden dabei nicht einheitlich vergeben. Die erste Modellgeneration wurde noch alphabetisch sortiert. Bei den nachfolgenden Generationen wurden zunächst römische Zahlen und Buchstaben mit einem vorangestellten „M“ für „Modell“ verwendet. Nach dem Zweiten Weltkrieg ging man dazu über, zwei- bis dreistellige Zahlen, die sich an der Motorleistung orientierten, als Modellbezeichnung zu verwenden. Modelle, die speziell für den Betrieb in einem Steinbruch entwickelt wurden, erhielten statt einem vorangestellten „M“ ein „C“.
| Typ            | Bauzeit             | Dienstgewicht      | Leistung          | Bemerkung           | Belege                     | Bild |
| -------------- | ------------------- | ------------------ | ----------------- | ------------------- | -------------------------- | ---- |
| A              |                     | 8,9 Tonnen         | 6 PS              |                     | [ 2 ]                      |      |
| B              |                     |                    |                   |                     | [ 2 ]                      |      |
| C              |                     |                    |                   |                     | [ 2 ]                      |      |
| C 1            |                     |                    |                   |                     | [ 2 ]                      |      |
| C 2            |                     | 25,7 Tonnen        | 19–34 PS          |                     | [ 2 ]                      |      |
| D              |                     |                    |                   |                     | [ 2 ]                      |      |
| E              |                     | 35 Tonnen          | 23–50 PS          |                     | [ 2 ] [ 3 ]                |      |
| F1             |                     |                    |                   |                     | [ 2 ]                      |      |
| F2             |                     |                    |                   |                     | [ 2 ]                      |      |
| G              | 1905–1920           | 58 Tonnen          | 40–81 PS          |                     | [ 2 ] [ 4 ]                |      |
| G1             |                     |                    |                   |                     | [ 2 ]                      |      |
| G20            | 1920–1926           |                    |                   |                     | [ 5 ] [ 2 ]                |      |
| J              |                     |                    |                   |                     | [ 2 ]                      |      |
| MIII           | 1923–1935           | 26,92–30 Tonnen    | 62–104 PS         |                     | [ 5 ] [ 6 ] [ 7 ]          |      |
| MII            | 1931–?              | 23,65 Tonnen       | 45–67,5 PS        |                     | [ 6 ] [ 7 ]                |      |
| MIV            |                     | 44,15 Tonnen       | 93–176 PS         |                     | [ 8 ] [ 7 ]                |      |
| MV             |                     | 77,20 Tonnen       | 132–294 PS        |                     | [ 9 ] [ 7 ]                |      |
| MVI            |                     | 115,85 Tonnen      | 265–489 PS        |                     | [ 7 ]                      |      |
| MVII           |                     | 220,70 Tonnen      | 881 PS            |                     | [ 7 ]                      |      |
| JRA            |                     | 250 Tonnen         | 458,4 PS          |                     | [ 7 ]                      |      |
| MB             | 1926–?              | 40,15 Tonnen       | 50–115 PS         |                     | [ 7 ]                      |      |
| MC             | 1926–?              | 64,35 Tonnen       | 80–185 PS         |                     | [ 7 ]                      |      |
| MD             | 1926–?              | 100, 875 Tonnen    | 323,5 PS          |                     | [ 7 ]                      |      |
| ME             | 1926–1937           | 160,96 Tonnen      | 516 PS            |                     | [ 9 ] [ 7 ]                |      |
| MF             | 1926–?              | 258,15 Tonnen      | 882 PS            |                     | [ 7 ]                      |      |
| KRA            | 1927                | 490 Tonnen         | 1250 PS           |                     | [ 10 ] [ 11 ]              |      |
| Mo             | 1933–1945           | 18,55 Tonnen       | 32–48 PS          |                     | [ 12 ]                     |      |
| Ma             | 1933–1945           | 26,9 Tonnen        | 48–70 PS          |                     | [ 13 ] [ 12 ]              |      |
| Mb / Mb2       | 1933–1945           | 37,1–44 Tonnen     | 72–107 PS         |                     | [ 14 ] [ 15 ] [ 12 ]       |      |
| Mc / Mc2       | 1933–1945           | 54,58 Tonnen       | 96–142 PS         |                     | [ 16 ] [ 17 ]              |      |
| Md             | 1933–1945           | 84,3 Tonnen        | 135–200 PS        |                     | [ 17 ]                     |      |
| Me             | 1933–1945           | 127,2 Tonnen       | 300 PS            |                     | [ 17 ]                     |      |
| E              | 1937                | 195 Tonnen         | 377 PS            | Prototyp für den EN | [ 18 ]                     |      |
| EN             | 1937–1945 –1955     | 201 Tonnen         | 543 PS 583 PS     |                     | [ 18 ] [ 19 ] [ 20 ]       |      |
| DN             | 1938–1945 1954–1965 | 140 Tonnen         | 435 PS 377–445 PS |                     | [ 18 ] [ 1 ] [ 21 ] [ 20 ] |      |
| Mdu            | 1940–?              | 98 Tonnen          | 335 PS            |                     | [ 22 ]                     |      |
| LK 46 / 46 R   | 1946–1950           | 10 Tonnen          | 20–24 PS          | Leichtkran          | [ 23 ] [ 24 ]              |      |
| M 150          | 1947–1949           | 40,5 Tonnen        | 120 PS            |                     | [ 25 ] [ 26 ]              |      |
| M 152          | 1949–1961           | 44,1 Tonnen        | 110–133 PS        |                     | [ 27 ] [ 26 ]              |      |
| LK 50          | 1950–1957           | 11 Tonnen          | 24 PS             | Leichtkran          | [ 23 ] [ 24 ]              |      |
| M 250          | 1950–1954           | 66,9 Tonnen        | 130–250 PS        |                     | [ 28 ] [ 29 ]              |      |
| M 75           | 1950–1956           | 25,5 Tonnen        | 75–92 PS          |                     | [ 30 ] [ 31 ]              |      |
| C 250          | 1950–1958           | 75 Tonnen          | 281 PS            |                     | [ 32 ] [ 33 ]              |      |
| E 450          | 1953                | 263 Tonnen         | 605 PS            |                     | [ 1 ] [ 34 ]               |      |
| M 60 / M 60 LC | 1954–1972           | 18,85–20,95 Tonnen | 52–73 PS          |                     | [ 35 ] [ 36 ]              |      |
| M 251          | 1955–1965           | 69,6 Tonnen        | 166–200 PS        |                     | [ 37 ] [ 29 ]              |      |
| M 90           | 1955–1970           | 26,6 Tonnen        | 80–115 PS         |                     | [ 1 ] [ 38 ] [ 39 ]        |      |
| M 40           | 1956–1964           | 14,65 Tonnen       | 40–42 PS          |                     | [ 40 ] [ 41 ]              |      |
| DN 3           | 1956–?              | 190 Tonnen         |                   |                     | [ 1 ] [ 42 ]               |      |
| C 251          | 1958–1970           | 81,5 Tonnen        | 355 PS            |                     | [ 43 ] [ 33 ]              |      |
| C 252          |                     | 86,7 Tonnen        | 436 PS            |                     | [ 44 ] [ 33 ]              |      |
| C 253          |                     | 96 Tonnen          | 436 PS            |                     | [ 33 ]                     |      |
| D 360          | 1960                | 180 Tonnen         | 480 PS            |                     | [ 34 ] [ 45 ]              |      |
| DN 2           | 1961–1972           | 148–164 Tonnen     | 548 PS            |                     | [ 46 ] [ 47 ]              |      |
| M 154          | 1961–1970           | 496,21 Tonnen      | 167 PS            |                     | [ 46 ] [ 48 ] [ 49 ]       |      |
| M 260          | 1966–1973           | 76,7 Tonnen        | 170–230 PS        |                     | [ 50 ] [ 29 ]              |      |
| M 110 CD       | 1968–?              | 31,7 Tonnen        | 105 PS            |                     | [ 51 ]                     |      |
| M 92 / 92 LC   | 1969–1978           | 29,1 Tonnen        | 130 PS            |                     | [ 52 ]                     |      |
| M 154 LC       | 1970–1978           | 55,1 Tonnen        | 167 PS            |                     | [ 53 ] [ 49 ]              |      |
| M 750          | 1973–1978           | 65 Tonnen          | 240 PS            |                     | [ 46 ] [ 53 ] [ 54 ]       |      |

### Hydraulikbagger
Menck & Hambrock befasst sich erst spät mit dem Bau von Hydraulikbaggern. Vor der Entwicklung eigener Hydraulikbagger wurden zunächst Modelle vom US-Unternehmen Koehring, das Menck & Hambrock 1966 übernommen hatte, in das Verkaufsprogramm aufgenommen. Einige Jahre später brachte Menck auch eigene Hydraulikbaggermodelle auf den Markt.
| Typ             | Bauzeit   | Dienstgewicht | Leistung   | Bemerkung | Belege        | Bild |
| --------------- | --------- | ------------- | ---------- | --------- | ------------- | ---- |
| M 150 H Skooper | 1967–1971 | 27,7 Tonnen   | 160–170 PS |           | [ 55 ] [ 56 ] |      |
| M 70 H          | 1968–1971 | 16,8 Tonnen   | 125 PS     |           | [ 57 ]        |      |
| M 120 H         | 1969–?    | 32 Tonnen     | 160 PS     |           | [ 58 ]        |      |
| M 150 H         | 1969–?    | 36 Tonnen     | 160–170 PS |           | [ 58 ]        |      |
| M 350 H         | 1971–     | 36 Tonnen     | 160–170 PS |           | [ 58 ]        |      |
| M 500 H         | 1971–?    | 51 Tonnen     | 240 PS     |           | [ 59 ]        |      |
| M 360 H         | 1973–1974 | 38,3 Tonnen   | 192 PS     |           | [ 60 ]        |      |
| M 250 H         | 1973–?    | 25 Tonnen     | 130 PS     |           | [ 61 ]        |      |

### Schürfraupen
Menck & Hambrock entwickelte 1939 mit der Schürfraupe eine neue Maschinengattung mit der Modellbezeichnung SR. Dabei handelt es sich vereinfacht gesprochen um eine Kombination aus dem Kettenfahrwerk einer Planierraupe und dem heb- und senkbaren Schürfkübel eines Motorschürfwagens. Bis zur SR53 verwendete das Unternehmen das erste Produktionsjahr als Modellnummer. Für die nachfolgenden Modelle diente das Kübelvolumen als Modellnummer.
| Typ  | Bauzeit   | Dienstgewicht | Leistung     | Kübelvolumen | Belege               | Bild |
| ---- | --------- | ------------- | ------------ | ------------ | -------------------- | ---- |
| SR39 | 1939      | 16 Tonnen     | 110 / 115 PS | 5 m³         | [ 63 ] [ 64 ]        |      |
| SR43 | 1943      |               | 120 PS       |              | [ 63 ] [ 64 ]        |      |
| SR53 | 1953–1966 | 18,3 Tonnen   | 120 / 175 PS | 6,5 m³       | [ 63 ] [ 65 ]        |      |
| SR65 | 1966–1969 |               | 200 PS       | 6,5 m³       | [ 63 ] [ 65 ]        |      |
| SR85 | 1969–1977 | 19,2 Tonnen   | 220 PS       | 8,5 m³       | [ 63 ] [ 65 ] [ 66 ] |      |
| SR40 | 1969–1977 |               | 125 PS       | 4,0 m³       | [ 63 ] [ 65 ]        |      |